# Antera
En botànica, s'anomena antera a la part superior de l'estam més engruixida i on es forma el pol·len. La paraula procedeix del grec anteros, que significa florit, al·ludint que la presència visible de les anteres assenyala el punt àlgid de l'antesi o floració.

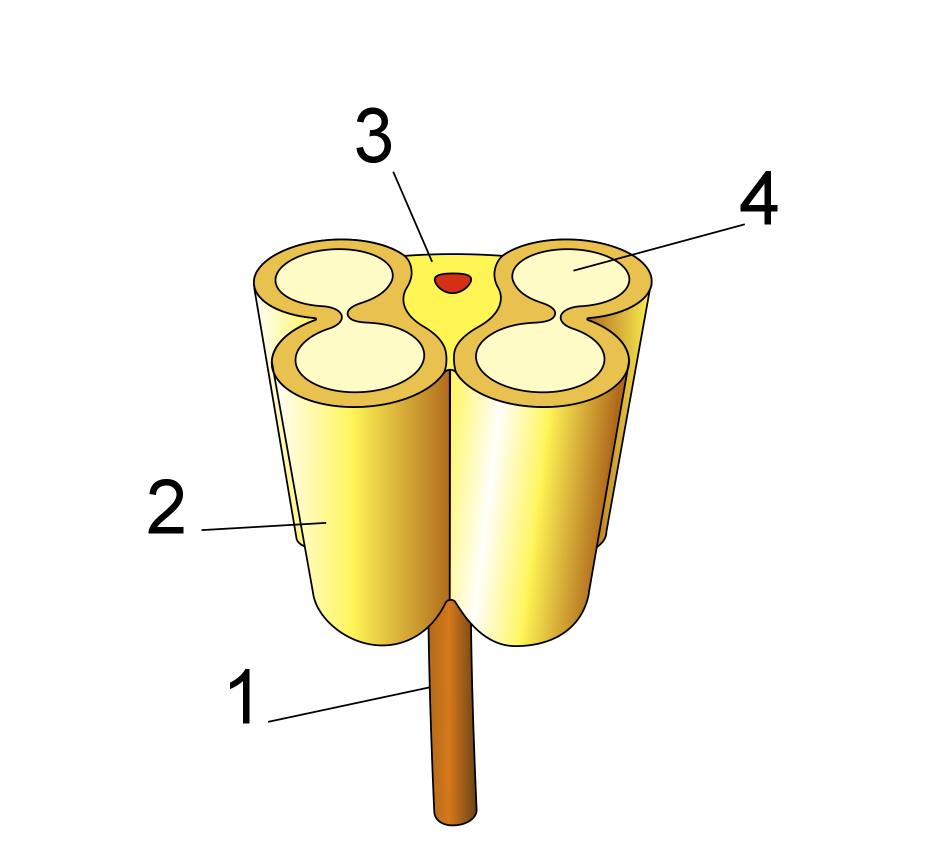
Antera seccionada.
1: Filament
2: Teca
3: Connectiu (vasos en vermell)
4: Sac pol·línic.

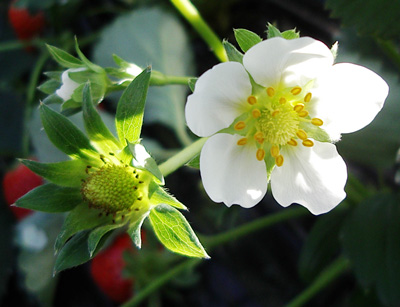
Flor de Fragaria × ananassa (maduixot) on es veuen les anteres de cada estam

En les angiospermes cada estam sol estar consistir per un peu anomenat filament i una antera, subjecta lateralment l'extrem del filament. Es diu de les anteres que són extrorses si el filament s'uneix a l'antera per la seva cara externa (la més allunyada de l'eix floral), i són introrses en el cas contrari, menys freqüent. A la vegada l'antera pot inserir-se en el filament per la base (basifixa) o pel dors (dorsifixa).
L'antera típica de les angiospermes sol constar de dues parts distingibles, contigües, anomenades teques (vegeu la imatge de la dreta), i unides pel connectiu, que és també per on l'antera s'uneix al filament. Si es talla l'antera perpendicularment al seu eix, s'observa que cada antera conté un o dos sacs pol·línics que s'estenen en tota la seva longitud.
L'antera és una estructura dehiscent, és a dir, que es trenca espontàniament per deixar visible el seu contingut, el pol·len. Cada sac pol·línic s'obrirà en general per una dehiscència (tall) longitudinal o, més rarament, per un porus.
L'estam representa un conjunt d'esporangis (microsporangis) i es tracta d'un fulla transformada per a la producció d'espores masculines (microspores) que són els grans de pol·len. Els sacs polínics corresponen als microsporangis.